# Клинтон, Генри, 2-й граф Линкольн
Генри Клинтон (англ. Henry Clinton; 1539 — 29 сентября 1616, Семпрингем, Норфолк, Королевство Англия) — английский аристократ, 10-й барон Клинтон и 2-й граф Линкольн с 1585 года, рыцарь Бани. При жизни отца, Эдварда Клинтона, 1-го графа Линкольна, заседал в Палате общин. Был известен своим невыносимым характером, конфликтовал со многими современниками.

## Биография
Генри Клинтон родился в 1540 году в семье Эдварда Клинтона, 9-го барона Клинтона (с 1572 года 1-го графа Линкольна), и его второй жены Урсулы Стортон. Как старший сын он стал наследником семейных титулов и обширных владений. В связи с коронацией Марии I 29 сентября 1553 года Клинтон был посвящён в рыцари Бани. В 1571 году он заседал в Палате общин как рыцарь от графства Линкольншир, но как депутат упоминается в источниках только один раз — в связи с арестом его слуги. Сэр Генри участвовал в походе графа Сассекса в Шотландию (1571), сопровождал отца, направленного с дипломатической миссией во Францию (1572), с 1574 года занимал должность вице-адмирала Линкольншира (заместителя отца), заседал в судебных комиссиях в этом графстве. В 1585 году он занял место в Палате лордов как 2-й граф Линкольн.
Несмотря на высокое положение, богатство и наличие способностей, Клинтон к 1570-м годам стал обладателем очень плохой репутации. В одном из источников упоминаются его «злоба, коварство, отвращение ко всему человечеству и вероломный ум». Клинтон был крайне вспыльчив, постоянно затевал ссоры. В 1576 году распря сэра Генри с Томасом Сесилом (впоследствии 1-м графом Эксетером) зашла настолько далеко, что отец Сесила, 1-й барон Бёрли (глава правительства королевы Елизаветы), был вынужден обратиться к 1-му графу Линкольну и к ещё нескольким линкольнширским землевладельцам с просьбой посодействовать примирению. В 1583 году спор из-за охотничьих угодий положил начало затяжной распре между Клинтоном и Генри Эйскоу из Лестершира. Оппоненты устраивали разбойничьи налёты, направляли жалобы в Звёздную палату и Тайный совет. Ещё более масштабной стала вражда Клинтона с сэром Эдвардом Даймоком, но Звёздная палата положила ей конец, оштрафовав Даймока на 750 фунтов, а потом отправив его в тюрьму.
1-й граф Линкольн, хорошо зная характер сына, постарался защитить в своём завещании права третьей жены. Душеприказчики, барон Бёрли и граф Лестер, получили право в случае каких-то поползновений со стороны наследника сделать вдовью долю графини отчуждаемой собственностью. Сэр Генри оспорил завещание, заявив, что мачеха не пустила его к умирающему отцу, но суд отклонил его иск. В последующие годы 2-й граф вёл себя как настоящий деспот по отношению к вассалам и арендаторам; Тайный совет регулярно получал жалобы и, реагируя на них, делал внушения Клинтону. В одном из посланий совета говорится, что его члены «полностью отказываются верить последним обвинениям», но эта формулировка, по-видимому, была всего лишь данью этикету.
В 1586 году Клинтон был в числе судей, приговоривших к смерти Марию Стюарт. В 1587 году он мог рассчитывать на пост лорда-лейтенанта Линкольншира, освободившийся со смертью Эдварда Меннерса, 3-го графа Ратленда, но из-за своей репутации не получил назначение. Тем не менее граф оставался в ближайшем окружении королевы и получал от неё важные поручения. В 1587 году он участвовал в погребении Марии Стюарт, в 1588 был вызван в Лондон для защиты королевы перед угрозой испанского вторжения, в 1589 его выбрали, чтобы представлять Елизавету на венчании Якова Шотландского с Анной Датской. В 1596 году сэр Генри ездил в Гессен и в качестве посла Елизаветы присутствовал при крестинах дочери ландграфа.
В последние годы жизни Елизаветы её отношение к Клинтону заметно ухудшилось. В апреле 1601 года королева попыталась нанести графу визит в его доме в Челси, но тот уехал в одно из своих сельских поместий — либо прячась от кредиторов, либо избегая расходов, связанных с чествованием монарха у себя дома. В результате её просто не пустили в дом. В 1602 году сэр Генри вступил в тайную переписку с Яковом Шотландским, наследником английского престола, но ничего этим не добился: воцарившись в Англии в 1603 году, Яков не приблизил его к себе.
Клинтон рассорился даже с членами своей семьи и умер 29 сентября 1616 года в полном одиночестве. Его похоронили в родовой усыпальнице в Татерсхолле. Завещание графа было аннулировано.

## Семья
Сэр Генри был женат дважды: на Кэтрин Гастингс (дочери Фрэнсиса Гастингса, 2-го графа Хантингдона, и Кэтрин Поул) и на Элизабет Моррисон, дочери сэра Ричарда Моррисона и Бриджет Хасси, вдове Уильяма Норриса. В первом браке родились сыновья Томас (примерно 1568—1619), 3-й граф Линкольн, и Эдвард; во втором — сыновья Кендал и Генри (1587—1641).